# Иванченко, Роман Дмитриевич
Роман Дмитриевич Иванченко (род. 14 ноября 1974, Бендеры, Молдавская ССР, СССР) — государственный чиновник Приднестровской Молдавской Республики. Глава администрации города Бендеры с 23 декабря 2016.

## Биография
Родился 14 ноября 1974 в городе Бендеры Молдавской ССР. 

### Образование
С серебряной медалью окончил Бендерскую среднюю школу № 13.
Окончил Санкт-Петербургское высшее военно-инженерное училище связи по специальности «автоматизированные системы управления войсками». 
Второе высшее юридическое образование получено в Современном гуманитарном институте (Москва).

### Трудовая деятельность
Как офицер Вооружённых сил Российской Федерации проходил военную службу в городе Мытищи Московской области.
С февраля 1999 по ноябрь 2004 — проходил службу в органах прокуратуры Приднестровской Молдавской Республики на различных должностях: старший следователь прокуратуры города Бендеры, старший прокурор отдела по расследованию уголовных дел особой важности, начальник отдела криминалистики Следственного управления Прокуратуры Приднестровской Молдавской Республики. Классный чин — юрист 1-го класса.
С ноября 2004 — занимался предпринимательской деятельностью, учредил несколько предприятий различного профиля. Был включен в Совет по развитию и поддержке малого предпринимательства при Правительстве Приднестровской Молдавской Республики и Совет по малому бизнесу Торгово-промышленной палаты Приднестровской Молдавской Республики. Владеет БТИ и другими предприятиями. 
В 2010, 2015 избирался депутатом Бендерского городского Совета народных депутатов, возглавлял профильную комиссию по промышленности, архитектуре, муниципальной собственности и земельным ресурсам, распределял тендеры по продаже городской собственности являлся членом Президиума.
В 2013 проходил военную службу (военные сборы) в Миротворческих силах Приднестровской Молдавской Республики в качестве военного наблюдателя. Воинское звание — майор запаса.
С 23 декабря 2016 — назначен главой государственной администрации города Бендеры.

## Семья
Женат, воспитывает 4-х детей.

## Награды
- Орден «Трудовая слава»
- Грамота Президента Приднестровской Молдавской Республики
- Медаль «За безупречную службу» III степени